# Sparta Praha Basketball Ladies Club
Lo Sparta Praha Basketball Ladies Club è la sezione di pallacanestro femminile della polisportiva Sparta di Praga, capitale della Repubblica Ceca. È conosciuta anche come Sparta CKD Praha.
È stata sei volte finalista della Coppa dei Campioni, vincendo l'edizione 1975-1976. Ha inoltre partecipato a varie edizioni di Coppa Ronchetti.

## Palmarès
- Coppa dei Campioni: 1

1975-1976